# Ширино (река)
Ширино (Шарня) — река в России, протекает в Рязанской области. Правый приток реки Пара.

## География
Река Ширино берёт начало западнее посёлка Красное Ширино. Течёт в южном направлении через лиственные леса. Устье реки находится в 99 км по правому берегу реки Пара. Длина реки составляет 20 км, площадь водосборного бассейна 84,8 км². Вблизи устья на реке расположены пруды рыбхоза.

## Данные водного реестра
По данным государственного водного реестра России относится к Окскому бассейновому округу, водохозяйственный участок реки — Ока от города Рязань до водомерного поста у села Копоново, без реки Проня, речной подбассейн реки — бассейны притоков Оки до впадения Мокши. Речной бассейн реки — Ока.
Код объекта в государственном водном реестре — 09010102212110000026024.